# Потоцький потік
Потоцький потік (словац. Potocký potok) — річка; права притока Тернянки, протікає в окрузі Пряшів.
Довжина приблизно 6.0-6.5 км. Витік знаходиться в масиві Спішсько-Шарішське міжгір'я — на висоті приблизно 580—585 метрів.
Протікає територією села Терня. Впадає в Тернянку на висоті приблизно 335—340 метрів.